# Marcelino Orbés
Isidro Marcelino Orbés Casanova, más conocido como Marcelino Orbés o por su nombre artístico Marceline (Jaca, 15 de mayo de 1873-Nueva York, 5 de noviembre de 1927) fue un payaso, mimo, acróbata, actor cómico y artista de circo español, con nacionalidad estadounidense desde 1922, que es considerado el mejor payaso del mundo de su época.

## Trayectoria

### Infancia y acercamiento al circo
Hijo de Juana Casanova, de Bailo, y de Manuel Orbes, un modesto peón caminero casi analfabeto de Zaragoza. La familia emigró a Barcelona y desde niño, Orbés se incorporó a la troupe ecuestre, gimnástica, acrobática y cómica Los Martini, con quienes trabajó inicialmente colocando las sillas para el espectáculo, luego se convirtió en acróbata y finalmente en payaso acrobático; durante esta etapa se presentó en el Circo Alegría de Barcelona y en el Circo Price, ubicado en la Plaza del Rey de Madrid.

### Primeros años en Europa
También trabajó en el papel de augusto en Francia con el Circo Lockhart; en Holanda con el Circo Carré; y a finales del siglo XIX, en Gran Bretaña con el Circo Hengler, con el que triunfó en Glasgow y Liverpool. En 1900 fue contratado por el recién inaugurado Hippodrome de Londres, donde trabajó durante cinco años, hasta 1905, y en el que se presentó junto a los hermanos Fratellini y a Charles Chaplin en la pantomima La Cenicienta. En 1904 actuó junto a Harry Houdini, y este mismo año, se dio a conocer en los medios británicos la historia sobre una princesa India que se enamoró de Orbés, y que iba a verle a todos sus espectáculos y le enviaba joyas como regalo en un intento de seducción. Los años de Londres consagraron a Orbés como una estrella del espectáculo en Europa.

### Fama y éxito en los Estados Unidos
En 1905 cuando se inauguró el Hippodrome de Nueva York, ubicado en Brodway, que constaba de cinco mil butacas y ofrecía los mejores números de artistas estadounidenses y europeos, el 20 de marzo de ese año, Orbés fue contratado de por vida, como payaso, con un salario de 1000 dólares semanales y su espectáculo se presentó en dos funciones diarias. Durante su puesta en escena, Orbés en su personaje de Marceline, actuaba como un mimo augusto acróbata, que no usaba palabras y solo emitía silbidos. En el libro Who's who in comedy, del historiador Ronald L. Smith, se cita a un crítico de la época que escribió sobre Orbés, el atractivo era su actitud desconcertada, su condición de hombre bueno y desbordado, cuyo fuerte era fingir torpeza en el escenario, en el que recogía algo cuidadosamente y luego buscaba otra cosa o ayudaba a alguien, soltando lo que ya tenía en la mano, en el proceso se enredaba o tropezaba y arruinaba toda la escena.
Su éxito y fama fue tal, que los espectadores generalizaron el nombre del espectáculo del Hipoddrome de Nueva York, como el "espectáculo de Marceline", algunos miembros de la alta sociedad estadounidense alquilaban por temporadas palcos solo para verle, tal como lo hizo por un año, uno de los hijos de la familia Rockefeller. Además, creó una escuela de circo por correspondencia, a la que se apuntaron cientos de personas de los Estados Unidos; también se vendieron juguetes con su nombre e inspiró la tira de prensa, The Merry Marceline, que publicó el New York World en 1906. Fue un protagonista recurrente en las noticias de la época, destaca una publicación del New York Tribune en 1907, en la que se hacía referencia a que Marceline había aparecido en el escenario sin su peluca habitual porque se le había caído en el tanque de agua del Hippodrome y no había podido conseguir una de reemplazo.
El 26 de abril de 1907, Orbés debutó en el cine mudo, cuando Winthrop Moving Pictures Co. estrenó la película, Marceline, the World Renowned Clown of the N.Y. Hippodrome, aunque solo existe registro de unos segundos de esta obra en la Biblioteca del Congreso de los Estados Unidos, en los que se muestra un primer plano del personaje sonriendo; algunos historiadores relacionan la película, Dancing Boxing Match, Montgomery and Stone, con la actuación de Orbés, porque la estrenó la misma productora en mayo del mismo año. Otra de las referencias a la relevancia de Orbés en la cultura neoyorquina del momento, fue el uso en inglés del neologismo, to marceline –cuya traducción al español sería, marcelinear–, para referirse a una persona que parece estar haciendo muchas cosas y estar en todos los sitios, pero no resuelve nada, tal como lo representaba en su número. En 1908, el compositor estadounidense, George John Trinkaus, creó la partitura para solo de piano, Marceline, Dance of the clowns.
Hasta 1910, Marceline fue la atracción principal del Hippodrome y durante nueve temporadas seguidas el The New York Times lo clasificó como "el hombre más divertido de la tierra"; pero con la aparición del cinematógrafo como competencia, el contrato le fue restringido y decidió retirarse en 1912. El 7 de marzo de 1915, la Compañía Thanhouser, estrenó The Mishaps of Marceline, una película muda, de género cómico, en blanco y negro, y que protagonizaron Orbés y Joe Cooper, en la que el papel de Marceline era el de un limpiacristales profesional, al que le suceden situaciones desastrosas mientras realiza su trabajo en tiendas, hasta que al resbalarse su escalera, rompe un cristal de 100 dólares y es arrestado y llevado a juicio. Como consecuencia de esta incursión cinematográfica, los medios publicaron que Orbés empezaría a trabajar en Keystone Studios, como lo había hecho Chaplin, pero esto no sucedió.

### Últimos años
Después de una gira por Europa, Orbés volvió en 1915 a los Estados Unidos y se instaló en Newark. Aunque le gustaba trabajar en solitario, comenzó a compartir escenario con el payaso, Slivers Oakley –considerado el mejor de Estados Unidos de 1905 a 1906–, aunque no llegaron a congeniar del todo, juntos lograron un gran éxito, hasta que Silvers se suicidó en 1916. Con el resurgimiento de la cultura de masas, los espectáculos de Orbés se quedaron obsoletos, no supo modernizarlos ni actualizarlos y se negó a copiar lo que hacían otros cómicos, así sus oportunidades de trabajo como payaso y artista se redujeron drásticamente.
Luego, inició su andadura como empresario, invirtiendo su patrimonio en bienes raíces, en crear su propia compañía y en abrir dos restaurantes, uno en Greenwich Village y otro en Connecticut; pero todos los negocios fracasaron y terminó arruinado. Estas penurias económicas lo llevaron de nuevo a los escenarios y en 1918 se unió a la compañía de payasos del Ringling Brothers and Barnum & Bailey Circus, donde Chaplin fue a verle, y en 1920 empezó a trabajar en el Sells Floto Circus; durante estos años, Marceline ya no era la estrella, solo formaba parte del grupo de payasos de pista como el resto, posteriormente, comenzó a actuar en bares o salas pequeñas de Nueva York a cambio de solo unos pocos centavos por sesión.
Mantuvo su nacionalidad española hasta 1922, cuando le concedieron la estadounidense. Orbés se casó dos veces, la primera en Mánchester, con Louisa Johnson; y la segunda en Nueva York, con Ada Holt, una de las bailarinas del Hippodrome, de la que se separó en 1925.

### Muerte y olvido
Al encontrarse solo y sin trabajo, Orbés se suicidó el 5 de noviembre de 1927, en el Hotel Mansfield –hoy llamado Amsterdam Court– de Nueva York, usando una pistola que compró tras vender lo último de valor que le quedaba, el alfiler con diamantes de su corbata. La policía encontró al cadáver tumbado sobre algunos recortes de prensa de sus triunfos y fotografías tomadas a lo largo de su carrera. Al momento de su muerte, Orbés solo contaba con un patrimonio de 6 dólares, y la noticia apareció en las portadas de The New York Times y The Washington Post. Fue enterrado en el Cementerio de Artistas de Kensico, gracias a que la Asociación Nacional del Vaudeville se hizo cargo de los gastos. Al funeral solo asistieron ochenta y cuatro personas y la corona de flores más vistosa fue la que le envió Chaplin. Su tumba no tiene lápida. Orbés pasó al olvido hasta que Chaplin habló sobre él en su autobiografía de 1993.

### Recuperación de su memoria
A partir de 2004, cuando el periodista aragonés, Mariano García Cantarero inició una exhaustiva investigación sobre la vida de Orbés, se empezó a visibilizar su historia en España y fue quien confirmó el lugar exacto de su nacimiento, cuando logró cotejar su identidad en los archivos de la Isla Ellis, a la que arribaban los inmigrantes en su entrada a los Estados Unidos, y donde consiguió un registro de 1918, en el que Orbés indicó que era originario de Jaca. Luego, gracias a los esfuerzos del gobierno local de Huesca y Jaca, y de algunos otros interesados en recuperar la memoria de la figura de Orbés, se han escrito libros, cuentos y reportajes, realizado exposiciones y trabajos cinematográficos dedicados a su trayectoria artística y vida.

## Filmografía
- 1907 - Marceline, the World Renown Clown of the N. Y. Hippodrome, producción de Winthrop Moving Pictures Co.[11]
- 1915 - Mishaps of Marceline, producción de Compañía Thanhouser.[18]

## Reconocimientos
Chaplin hizo mención al trabajo de Orbés en su autobiografía publicada en 1993, destacando: "el número de Marcelino era divertido, encantador. (...) Londres estaba loco con él". Además, Keaton en su libro publicado en 2007, indicó: "Marcelino es el payaso más grande que nunca vi". Ambos artistas reconocieron al mundo el éxito y la trayectoria de Orbés. Algunos historiadores indican que fue quien enseñó a Chaplin el movimiento del bastón, gag característico del personaje Charlot, pero no existe suficiente evidencia para confirmar este hecho.
El área de educación de La Jacetania editó, en 2009, el cuento infantil El payaso Marcelino, con textos del periodista Sergio Sánchez e ilustraciones de Saúl Moreno Irigaray, cuyo objetivo fue visibilizar la historia de Orbés a unos mil estudiantes, de entre 4 y 8 años, de esa Comarca.
En 2013, el realizador aragonés Román Magrazó Solans creó el cortometraje, Marcelino, no te vayas, que cuenta en 16 minutos, la historia de un hipotético encuentro entre Orbés, Chaplin y Houdini en un camerino de Nueva York en 1926. El guion fue escrito por José Antonio Perié, Orbés fue protagonizado por Carlos Fau, Chaplin por Toño L’hotellerie y Houdini por Ismael Civias. Además, fue subvencionado por el Gobierno de Aragón y contó con la colaboración de la Asociación de Grandes Aragoneses. Este corto se proyectó por primera vez en el Concurso de Cortometraje Iberoamericano del 41.er Festival Internacional de Cine de Huesca, luego en la 18 edición del Festival Nacional de Cine de Zaragoza, en el Festival Internacional Buñuel Calanda, en la 11 edición del Festival de Cortos de Bogotá (Bogoshorts), dentro de la programación temática Cine en el Cine; y, en la 18 edición del Festival de Cine de Fuentes, que anualmente se celebra como parte de la programación de la Semana del Cine y la Imagen de Fuentes de Ebro, resultando ganador del Premio a la mejor ópera prima. También formó parte de la programación cultural de las Noches de Verano de la Fundación CAI-ASC 2013, que se realiza todos los años en Zaragoza.
Además, en 2013, se entregó por primera vez el Premio Marcelino Orbés al circo aragonés, para "reconocer e impulsar las acciones de circo que se llevan a cabo en Aragón". La gala de entrega de este premio forma parte de la programación anual del Festival del Circo de la ciudad de Zaragoza.
En 2014, debido a que los archivos de las películas de Orbés habían desaparecido, el historiador británico y profesor de la Universidad de Coventry, Darren R. Reid, hizo una reconstrucción de la película de 1915, The Mishaps of Marceline, a partir del guion gráfico y algunos fotogramas, que se puede ver en YouTube.
La Diputación Provincial de Huesca, el Ayuntamiento de Jaca y la Universidad de Zaragoza se unieron en 2016 para impulsar la recuperación de la memoria de la figura de Orbés, con ocasión del 90.º aniversario de su fallecimiento. Así, entre noviembre de 2017 y febrero de 2018, tuvo lugar en Huesca y Jaca, una amplia programación con diferentes actividades para visibilizar la vida y obra de Orbés y el trabajo artístico de los payasos, como: las presentaciones de los libros, Marcelino. El mejor payaso del mundo, de García Cantarero y Marcelino. Muerte y vida de un payaso, de Víctor Casanova Abós, texto que se convirtió en el catálogo de la exposición, Marcelino, el príncipe de los payasos, comisariada por Casanova Abós y Jesús Bosque y en la que se exhibieron cerca de 300 obras entre documentos, fotografías, carteles, programas, postales, revistas, libros, objetos y prensa; también, se realizaron una serie de talleres didácticos para centros educativos, colectivos con necesidades especiales y familias; un Encuentro internacional de clowns, que ofreció funciones gratuitas al público, un ciclo de conferencias a cargo de García Cantarero, y de otras personalidades, como el profesor universitario de historia contemporánea, Alberto Sabio Alcutén; además, se hicieron otras dos exposiciones comisariadas por el payaso y profesor de circo social, Pablo Álvarez (Marino Clown), una el proyecto colaborativo Creando una sociedad clown, y la otra, Antropología del clown. Nuevos clown Finlandés. Como homenaje permanente a Orbés, el parque infantil del Barrio Norte de Jaca, fue titulado oficialmente: Parque Payaso Marcelino.
En este mismo año, se inauguró en Matadero Madrid la exposición Historia del Circo Moderno. Conmemoración del 250 aniversario del circo moderno 1768-2018, en la que se mostró entre otros, la vida de Orbés en la sección: Payasos españoles del siglo XX.
En 2020 el director de cine español, Germán Roda, realizó la película Marcelino, el mejor payaso del mundo, un docudrama de 83 minutos, bajo la producción de Estación Cinema y en coproducción con Aragón TV, con guion de Roda y Miguel Ángel Lamata, basado en el libro homónimo de García Cantarero. Protagonizada por el actor y humorista riojano, Pepe Viyuela, en el papel de Orbés; la actriz Laura Gómez-Lacueva, como Louisa Johnson, la primera esposa; Cristina Gallego, en el papel de la segunda exesposa, Ada Holt y José Piris, en el papel de Slivers; junto a otros actores como Angelo Crotti, Salomé Jiménez y Nacho Rubio. La película se estrenó el 12 de junio, en la 48 edición del Festival Internacional de Cine de Huesca, fue seleccionada para participar en la 23 edición del Festival de Málaga Cine en Español, y obtuvo 13 nominaciones a los Premios Goya de 2021 en diferentes categorías. Después de su estreno en cines, la película se mostró entre otros, en la Filmoteca de Zaragoza y en el programa Imprenscindibles de La 2 de RTVE.